# Põdra (Rõuge)
Põdra – wieś w Estonii, w prowincji Võru, w gminie Rõuge.